# Jef Van Meirhaeghe
Jef Van Meirhaeghe (Gant, 21 de gener de 1992) és un ciclista belga, professional del 2015 al 2016.

## Palmarès
- 2010
  - 1r al Tour de Flandes júnior
  - 1r al Omloop Mandel-Leie-Schelde júnior
- 2014
  -  Campió de Bèlgica sub-23 en ruta
  - 1r al Gran Premi des Hauts-de-France
  - Vencedor d'una etapa a la Volta a la Província de Lieja